# 필 리주토
필립 프랜시스 리주토(Philip Francis Rizzuto, 1917년 9월 25일 ~ 2007년 8월 13일)는 전 메이저 리그 야구 선수로 13년 동안 뉴욕 양키스의 유격수로 활약했다. 1994년에 명예의 전당에 베테랑 위원회의 선출로 입성했으며, 그의 등번호 10번은 뉴욕 양키스의 영구 결번으로 지정되어 있다.
소속팀인 양키스가 그가 선수로 뛰던 13년의 시즌 동안 10번의 아메리칸 리그 챔피언과 7번의 월드시리즈를 우승하면서, 리주토 역시 유격수의 월드시리즈 기록을 여러 개 갖고 있다. 그가 가장 좋은 성적을 올린 시즌은 1950년이며, 이해에 아메리칸 리그 MVP에 선출되었다. 뛰어난 타격성적에도 불구하고 리주토는 '스몰볼' 스타일의 선수였으며 강력한 수비로 더 유명하다. 재빠른 수비와 함께 야구 역사상 번트를 가장 잘 대는 사람으로도 알려져 있다. 통산 1,217개의 더블 플레이로 메이저 리그 역사상 루크 어플링(Luke Appling)의 1,424에 이어 2위에 올라와 있고, 0.968의 수비율은 아메리칸 리그 유격수 중 루 부드로(Lou Boudreau)의 0.973의 뒤를 이어 2위를 차지하고 있다.
테드 윌리엄스는 레드 삭스에 리주토가 있었으면 1940년대와 1950년대에 양키스를 이길 수 있었을 거라고 아쉬워했지만, 리주토 자신은 겸손하게도 '내 기록들은 내세울 만한 것들이 아니다'라고 말했다.
은퇴 후 40년 동안 양키스의 아나운서로 활약하며, 독특하면서도 예측할 수 없는 여담으로 듣는 이들을 즐겁게 해줬으며, 생동감과 에너지가 넘치는 중계를 했다. 그런 그의 가장 유명한 표현은 "Holy cow!"였다.

## 생애초기
리주토는 1917년 9월 25일 뉴욕주 브루클린에서 전차 운전수의 아들로 태어났다. 크지 않은 체구에도 불구하고 운동에 재능을 보여 리치먼드 힐 고등학교에서 풋볼과 야구를 함께 했고, 1937년 아마추어 자유계약 선수로 뉴욕 양키스와 계약을 맺어 프로구단에 입단했다.

## 선수 생활
1940년 마이너리그 캔자스시티 블루스 팀에서 뛰는 동안 스포팅 뉴스가 선정한 올해의 마이너리그 선수로 뽑혔고, 이듬해 4월 14일에 메이저 리그 데뷔를 했다. 주전 유격수였던 프랭크 크로세티가 0.194의 타율로 하락세를 겪자 리주토가 그의 자리를 빠르게 메워 2루수 조 고든(Joe Gordon)과 함께 철벽 센터라인 수비진을 구축했다. 신인으로 그해 월드시리즈에 뛰면서 저조한 타격 성적을 기록했으나 팀은 다저스를 꺾고 우승했다. 이듬해인 1942년 또다시 월드시리즈에 진출해서는 세인트 루이스를 상대로 해서 8안타에 0.381로 양 팀에서 가장 높은 타율을 기록했다. 정규시즌에서는 주로 단타 위주로 치면서 홈런은 단 4개만 기록했었다. 그의 선수생활은 그 시절의 많은 선수들이 그랬듯이 2차 대전으로 미 해군에 입대하면서 1943년부터 1945년까지 중단되었다. 해군 시절 다저스의 유격수인 피 위 리스(Pee Wee Reese)와 함께 군 내 야구팀에서 활동했는데 감독은 양키스 포수인 빌 디키였다.
시즌 복귀 후 두 번째 시즌이었던 1947년 리주토는 0.969의 필딩율(수비율)로 크로세티가 1939년에 기록했던 유격수 팀 기록(0.968)을 경신했고, 이듬해에는 0.973으로 자신의 기록을 경신했다.
선수생활의 정점은 1949년 ~ 1950년 시즌으로, 이때 그는 1번 타자로 타순을 바꾸게 되었다. MVP를 차지했던 1950년 시즌에는 3할 2푼 4리의 타율과 200안타, 92 볼넷, 125득점의 성적을 올렸고, 수비에서도 필딩율 1위와 238 연속으로 실책없이 수비를 해내 단일시즌 유격수 기록을 세웠다. 수비기회가 다른 포지션보다 많아 연속 무실책 기록을 세우기가 쉽지 않음에도 불구하고 리주토는 기록을 만들어낸 것이다. 또한 1949년 9월 18일부터 1950년 6월 7일까지 58경기 연속 무실책 기록을 세워 종전 아메리칸 리그 유격수 기록이던 에디 주스트(Eddie Joost)가 1947년에서 1948년까지 세운 46경기 연속 무실책 기록을 경신했다. 리주토의 기록은 이후 에드 브링크먼(Ed Brinkman)이 1972년에 세운 72경기 연속 무실책 기록을 세우기 전까지 22년 동안 1위를 차지하고 있었다. 또한 1950년 시즌에 123개의 더블 플레이를 기록해 크로세티의 1938년 기록을 3개 차로 경신했고, 현재도 양키스 팀 내 기록으로 남아있다. 리주토의 1950년 필딩율은 0.9817로 리그에서 가장 좋았고 루 부드로가 1947년에 세운 리그 기록 0.9824보다 1리가 모자랄 뿐이었다. 그리고 1976년 프레드 스탠리가 0.983을 세우기까지 팀 내 최고 기록으로 오랜 동안 자리를 차지하고 있었다.
1949년 MVP 투표에서는 테드 윌리엄스의 뒤를 이어 2위를 차지했고, 1950년에는 큰 차이로 2위를 따돌리고 MVP에 선정되었는데, 희생번트 리그 1위가 MVP가 된 건 그가 유일무이하다. 그 외 올스타전에는 5번 출장했고, 스포팅 뉴스가 선정하는 올해의 메이저 리그 선수로 불리는 히칵 벨트(Hickok Belt)에 선정되기도 했으며, 역시 같은 데에서 선정하는 포지션별 메이저 리그 최고 선수에서 유격수로 4년 연속으로 선정됐다.
1951년 월드시리즈에서는 3할 2푼의 타격으로 시리즈 탑의 선수에게 미국 야구 기자협회 (BBWAA)가 주는 베이브 루스 상에 선정되었다. 한편 그 시리즈에서 뉴욕 자이언츠의 2루수 에디 스탠키(Eddie Stanky)와 싸움을 벌인 일이 있는데, 호전적인 성격을 갖고 있던 스탠키가 리주토가 태그하려던 글러브를 발로 차 공을 떨어뜨리게 하면서 일어났다. 그 일에 대해서 어지간히 화가 났던 리주토는 10년이 지나도 앙금이 가시지 않았는지 그 얘기를 꺼낼 때마다 화를 내곤 했다.
1953년에 나온 야구 카드 중 리주토의 카드에는 다음과 같이 적혀 있다.

"체구가 작아서 다저스에 뽑히지 못했던 리주토는 양키스로 스카웃되었다. 작은 체구에도 불구하고 스카우터는 그를 맘에 들어했고 양키스의 팜으로 보냈다. 그리고 리주토는 양키스가 다저스를 월드시리즈에서 세 번이나 격파할 때의 주전 유격수가 되었다."

타이 콥은 리주토와 스탠 뮤지얼을 가리켜 "둘 다 전설적인 옛 선수들 사이에 어깨를 나란히 할 몇 안되는 요즘 선수들이다."라고 평가했다.

1935년 브루클린 다저스가 리주토를 뽑지 않았을 때 감독은 케이시 스텡걸이었는데 그는 리주토에게 "야구는 관두고 가서 구두닦이나 해"라고 충고했었다. 하지만 아이러니하게도 스텡걸은 이후 양키스에서 감독 생활을 하면서 리주토와 함께 월드시리즈 5연패를 이뤄냈다. 나중에 "리주토는 내 야구 생활을 통틀어 가장 뛰어난 유격수이다."라고 평했다.

리주토의 전성기를 함께 한 동료 투수 빅 래씨는 "땅볼이든, 라인 드라이브든, 플라이볼이든 상관없이 리주토에게만 가면 내가 던진 가장 최고의 피칭이 되었다."

10년 뒤 그가 은퇴하게 됐을 때 팀 동료였던 조 디마지오는 팬들에게 오래도록 깊은 인상을 준 말을 남겼다. "사람들은 야구하고 있을 때의 나를 사랑했다. 하지만 스쿠터(리주토의 별명)는 그 자체로 사랑의 대상이었다."
리주토는 '스몰볼'이라는 용어로도 유명한데, 강한 수비, 찬스에 강한 타격으로 양키스의 7번 월드시리즈 우승에 기여했다. 공격적인 면에서는 그 시절에 번트를 가장 잘 대는 선수로 평가받고 있다. 1949년부터 1952년까지 매년 희생타 순위에서 수위를 차지했다. 은퇴할 무렵 그는 종종 스프링 트레이닝 동안 선수들에게 번트 훈련에 도움을 주곤 했고, 은퇴 후 아나운서로 방송 중계를 할 때에는 각각의 상황에서 어떤 번트를 대야 하는가에 대한 이론을 얘기하기도 했다. 나중에는 야구에서 절묘한 번트의 미학이 예전보다 많이 사라졌다고 아쉬워한 적도 있다. 희생타 외에 도루에서도 뛰어난 능력을 보여 7번의 시즌에서 아메리칸 리그 Top 5 안에 들었다. 수비적인 면에서는 게임당 더블 플레이와 Total Chances에서 3번의 리그 1위, 필딩과 풋아웃에서는 두 번의 1위, 그리고 어시스트에서는 1번의 1위를 차지했다. 월드시리즈와 관련해서는 출전 경기 수, 안타, 볼넷, 득점, 도루에서 Top 10에 들어간다. 특히 그가 진출한 월드시리즈 중에서 3번은 최종 7차전까지 갔는데(1947년, 1952년, 1955년), 7차전에서의 기록만 보면 11타수 5안타 0.455의 기록을 남겼다.
리주토의 사망과 관련해 회고 기사를 실었던 뉴욕 타임즈는 1951년 9월 17일에 양키스와 클리블랜드 인디언스간의 경기를 회상했다. 당시 두 팀은 12경기를 남긴 상황에서 공동 1위였다.

1-1 동점인 9회말 1사에서 7번 바비 브라운이 고의 사구로 나간 만루, 오른 타석에 들어선 리주토는 인디언스의 투수 밥 레몬과 맞섰다. 리주토는 첫 번째 공을 볼이라고 생각해 그냥 놔뒀으나 심판이 스트라익으로 판정을 내리자 항의를 했다. 그러면서 3루 주자 조 디마지오에게 스퀴즈 플레이 사인을 냈다. 그런데 디마지오가 너무 빨리 스타트를 끊는 바람에 리주토는 놀랐고, 스퀴즈를 눈치 챈 밥 레몬은 번트를 피하기 위해 공을 뺀다는 게 타자 뒤쪽으로 던지는 투구가 됐다. 리주토는 재빠르게 배트를 들어 번트를 성공시켰고, 디마지오가 득점을 하면서 경기는 끝났다. 경기가 끝난 후 리주토는 "만약 그 공을 번트대지 않았으면 아마도 내 머리에 맞았을 지도 모르겠다." 감독인 스텡걸은 "최고의 플레이였다."라고 격찬했다. 패배한 레몬은 화가 나서 글러브와 공을 바닥에 패대기쳐버리고 말았다.
1954년부터 하락세가 시작되 0.195의 타율밖에 치지 못하더니 1955년에는 81경기, 그리고 1956년에는 31경기밖에 출전 기회를 잡지 못했다. 팀은 1956년 8월 25일 리주토를 방출하기로 결정했고, 리주토는 그가 방출된 상황을 이해할 수 없다는 내용의 불만을 자주 터뜨렸다. 포스트 시즌을 위해 팀은 에노스 슬로터(Enos Slaughter)를 다시 합류시켰고, (그는 이미 1954년에서 1955년까지 양키스에서 뛴 적이 있다.) 프런트는 리주토에게 포스트 시즌 로스터 조정에 대해 논의를 하기 위한 미팅을 요청했다. 미팅 자리에서 프런트는 리주토에게 선수단 명단을 검토한 후에 슬로터를 위한 자리를 만들기 위해서는 누구를 제외해야 할 지 알려달라고 했다. 명단을 하나 하나 검토하면서 그 선수들이 팀에 필요한 이유를 말하다 결국 자신이 자리를 비울 수밖에 없는 걸 비로소 납득했다.
이전 팀 메이트였던 조지 스턴와이스(George Stirnweiss)는 그에게 양키스를 너무 비난하지는 말라, 이후에 또 양키스와 일할 기회가 있을 거라는 충고를 하곤 했는데, 리주토는 나중에 그의 충고가 매우 적절한 것이었다고 자주 고백하곤 했다.

## 통산 성적
통산 1,217의 더블 플레이로 루크 어플링(Luke Appling)의 1,424에 이어 메이저 리그 역사상 2번째의 위치를 차지하고 있고, 통산 0.968의 필딩율은 루 부드로(Lou Boudreau)의 0.973에 이은 아메리칸 리그 유격수 중에서는 2위의 기록이다. 또한 1,647 경기 출장으로 아메리칸 리그 유격수로서는 5위이며, 3,219개의 풋 아웃과 8,148개의 Total Chances는 각각 8위, 어시스트는 4,666개로 9위에 해당한다.
그리고 은퇴할 때만 해도 월드시리즈 최다 출전 기록인 52경기 기록을 갖고 있었는데, 이는 이후에도 뛰는 그의 동료 5명에 의해 깨지게 된다. 하지만 현대에 와서도 여전히 깨지지 않는 각종 월드시리즈 관련 유격수 기록을 갖고 있는데, 출전 경기, 안타, 볼넷, 출루, 도루, 타수, 풋아웃, 어시스트, 더블 플레이가 그것들이다.
| 연도 | 나이 | 팀   | 리그 | 경기  | 타석  | 타수  | 득점 | 안타  | 2루타 | 3루타 | 홈런 | 타점 | 도루 | 볼넷 | 삼진 | 타율  | 출루율 | 장타율 | OPS   |
| ---- | ---- | ---- | ---- | ----- | ----- | ----- | ---- | ----- | ----- | ----- | ---- | ---- | ---- | ---- | ---- | ----- | ------ | ------ | ----- |
| 1941 | 23   | NYY  | AL   | 133   | 548   | 515   | 65   | 158   | 20    | 9     | 3    | 46   | 14   | 27   | 36   | 0.307 | 0.343  | 0.398  | 0.741 |
| 1942 | 24   | NYY  | AL   | 144   | 613   | 553   | 79   | 157   | 24    | 7     | 4    | 68   | 22   | 44   | 40   | 0.284 | 0.343  | 0.374  | 0.718 |
| 1946 | 28   | NYY  | AL   | 126   | 518   | 471   | 53   | 121   | 17    | 1     | 2    | 38   | 14   | 34   | 39   | 0.257 | 0.315  | 0.310  | 0.625 |
| 1947 | 29   | NYY  | AL   | 153   | 623   | 549   | 78   | 150   | 26    | 9     | 2    | 60   | 11   | 57   | 31   | 0.273 | 0.350  | 0.364  | 0.714 |
| 1948 | 30   | NYY  | AL   | 128   | 539   | 464   | 65   | 117   | 13    | 2     | 6    | 50   | 6    | 60   | 24   | 0.252 | 0.340  | 0.328  | 0.668 |
| 1949 | 31   | NYY  | AL   | 153   | 712   | 614   | 110  | 169   | 22    | 7     | 5    | 65   | 18   | 72   | 34   | 0.275 | 0.352  | 0.358  | 0.711 |
| 1950 | 32   | NYY  | AL   | 155   | 735   | 617   | 125  | 200   | 36    | 7     | 7    | 66   | 12   | 92   | 39   | 0.324 | 0.418  | 0.439  | 0.857 |
| 1951 | 33   | NYY  | AL   | 144   | 629   | 540   | 87   | 148   | 21    | 6     | 2    | 43   | 18   | 58   | 27   | 0.274 | 0.350  | 0.346  | 0.696 |
| 1952 | 34   | NYY  | AL   | 152   | 673   | 578   | 89   | 147   | 24    | 10    | 2    | 43   | 17   | 67   | 42   | 0.254 | 0.337  | 0.341  | 0.678 |
| 1953 | 35   | NYY  | AL   | 134   | 506   | 413   | 54   | 112   | 21    | 3     | 2    | 54   | 4    | 71   | 39   | 0.271 | 0.383  | 0.351  | 0.734 |
| 1954 | 36   | NYY  | AL   | 127   | 369   | 307   | 47   | 60    | 11    | -     | 2    | 15   | 3    | 41   | 23   | 0.195 | 0.291  | 0.251  | 0.541 |
| 1955 | 37   | NYY  | AL   | 81    | 181   | 143   | 19   | 37    | 4     | 1     | 1    | 9    | 7    | 22   | 18   | 0.259 | 0.369  | 0.322  | 0.691 |
| 1956 | 38   | NYY  | AL   | 31    | 65    | 52    | 6    | 12    | -     | -     | -    | 6    | 3    | 6    | 6    | 0.231 | 0.310  | 0.231  | 0.541 |
| 통산 | 통산 | 통산 | 통산 | 1,661 | 6,711 | 5,816 | 877  | 1,588 | 239   | 62    | 38   | 563  | 149  | 651  | 398  | 0.273 | 0.351  | 0.355  | 0.706 |

## 방송 생활
양키스에서 방출된 뒤 리주토에게 카디널스와의 메이저 리그 계약과 다저스로부터의 마이너리그 계약 제의가 있었다. 하지만 대신에 뉴욕 자이언츠 경기가 끝난 뒤 하던 TV 쇼를 프랭키 프리쉬(Frankie Frisch)로부터 이어받았고 괜찮은 반응을 얻었다. 이에 리주토는 이후 볼티모어 오리올스에 자신의 오디션 테잎을 보냈고, 이 소식을 들은 양키스의 스폰서 발렌타인 맥주가 그를 볼티모어로 보내지 말고 양키스의 방송 아나운서로 채용해야 된다고 주장했다. 양키스의 단장 조지 와이스는 스폰서의 요청을 거절할 수 없어 기존 아나운서 짐 우즈(Jim Woods)를 해고하고 리주토를 그 자리에 앉혔다. 와이스는 우즈에게 해고를 통보하면서 '아무런 이유없이 사람을 해고해보기는 처음이다'라면서 자신이 어쩔 수 없음을 토로했다.
그 후 40년 동안 리주토는 양키스의 라디오, 그리고 텔레비전에서 중계를 담당했는데, 그의 가장 유명한 멘트는 "Holy Cow"였고, 그 외 대단한 플레이가 나오면 "Unbelievable!"이나 "Did you see that?"을 하곤 했다. 팬들을 위해 생일이나 기념일을 축하하는 방송을 종종 했고, 병원에 있는 아픈 팬들에게 쾌유 기원 편지를 보내기도 했다. 자신이 좋아하는 레스토랑이나 이닝 중간에 먹었던 카놀리 같은 간식에 대해 얘기하기도 좋아했고, 가끔은 경기가 끝나지 않았는데도 마치 집에 가는 양, "코라, 곧 집에 들어갈게", "나 지금 조지 워싱턴 다리를 건너는 중이야" 같은 농담을 방송 중에 하곤 했다. 나중에는 리주토가 6회가 지날 무렵에 얘기하면 TV 감독은 장난스럽게 양키 스타디움 상단에서 보이는 워싱턴 다리 풍경을 화면에 비추곤 했다. 한편 리주토는 심한 번개 공포증을 갖고 있었기 때문에 천둥소리가 들리면 방송 부스에서 도망가기도 했다.
리주토의 방송 인생에서 가장 인상적인 멘트의 하나는, 로저 메리스가 베이브 루스의 한 시즌 홈런 기록을 경신할 때인 1961년 10월 1일의 WBCS AM 라디오 중계일 것이다.
- "투수 와인드업, 직구입니다. 우측 큰 타구 쳤습니다, 넘어가느냐! 넘어갑니다! 세상에, 해냈습니다! 매리스의 61호 홈런! 관중석에서 볼을 가지려고 난리치는 것들 보세요! 대단합니다! 매리스를 향해 관중들이 기립박수를 치는군요. 아직도 관중들은 볼을 가지려고 서로의 등 위로 올라가면서 다투네요. 제가 여기 양키 스타디움에서 본 것 중 최고의 광경입니다!"[6]

1976년 ALCS 우승을 결정짓는 크리스 챔벌리스의 홈런 때도 다음과 같은 중계로 팀의 승리를 축하했다.
- *"He hits one deep to right-center! That ball is out of here! The Yankees win the pennant! Holy cow, Chris Chambliss on one swing!" [As fans poured onto the field, tearing it up for souvenirs] "And the Yankees win the American League pennant. Unbelievable, what a finish! As dramatic a finish as you'd ever want to see! With all that delay, we told you Littell (Mark Littell, the Royals' reliever who gave up the homer) had to be a little upset. And holy cow, Chambliss hits one over the fence, he is being mobbed by the fans, and this field will never be the same, but the Yankees have won it in the bottom of the 9th, seven to six!"

## 영예

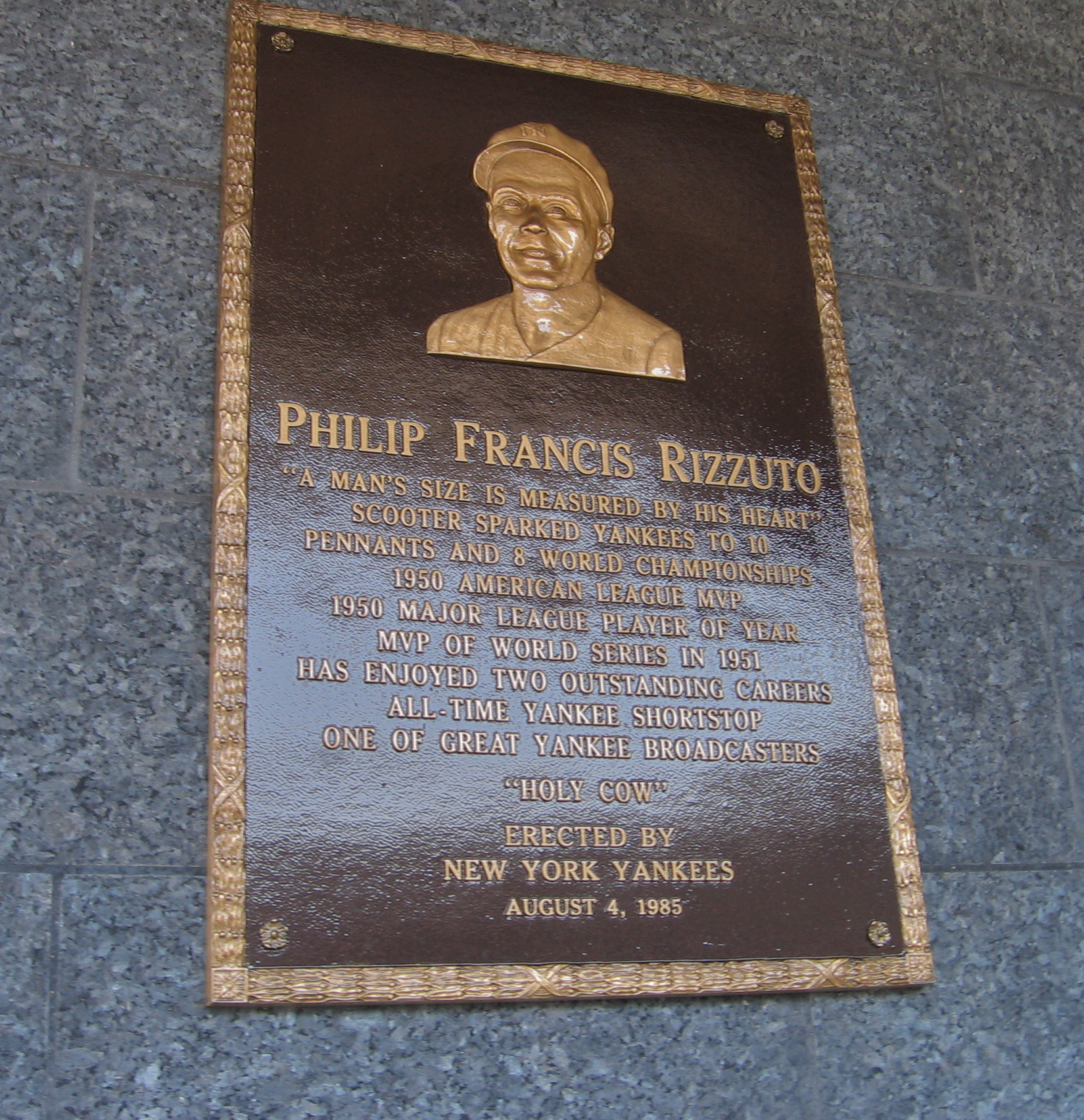
모뉴먼트 파크에 있는 필 리주토의 명판

1985년 10월 4일, 양키스는 리주토의 등번호 10번을 영구 결번으로 지정하는 기념식을 열었다. 기념식에서 그를 기리는 명판을 모뉴먼트 파크에 봉헌했는데 명판에는 "그는 양키스에서 두 빛나는 경력을 쌓았다. 양키스 역대 최고 유격수로, 그리고 방송인으로"
조 디마지오도 참석해 "그는 내 명예의 전당의 선수이다"라면서 축하했다.
그에게는 후광을 쓴 암소가 수여되었는데 방송에서 늘 쓰던 "Holy Cow"를 뜻했다. 이 암소와 함께 있다 갑작스럽게 그라운드에 넘어지는 유머러스한 상황이 일어났는데 둘 다 다친 데는 없었다. 나중에 리주토가 얘기하길 "그 큰 넘이 마치 가라데 영화처럼 내 오른쪽으로 오더니만 발을 밟고는 나를 뒤로 밀어버렸어." 이날 경기에서 톰 시버가 통산 300승을 거뒀는데 이후 시버는 은퇴한 뒤 리주토의 방송 파트너가 됐다.
대부분의 야구 평론가들은 1990년대 후반부터 뉴욕 양키스에서 유격수로 뛰고 있는 데릭 지터가 리주토를 뛰어넘어 팀 역사상 최고의 유격수가 될 거라고 생각하고 있으며, 리주토 자신 또한 그렇게 생각하고 있다. 2001년 아메리칸 리그 디비전 시리즈에서 지터가 결정적인 수비를 펼치자, 덕아웃 뒤로 가서는 지터가 수비했던 그 공을 지터의 수비 동작을 흉내내면서 전달해주는 세레모니를 보여주는 것으로 지터의 수비를 칭찬했다. ESPN에서는 리주토가 후계자에게 보낸 세레모니가 찍힌 그 사진이 아마도 지터의 가장 소중한 애장품 중의 하나가 될 것이라고 논평했다.
1957년 봄, 리주토가 은퇴한 뒤 볼티모어 오리올스의 감독 폴 리차드(Paul Richards)는 "내가 저 수비를 본 것은 행운이다 싶을 정도로 감탄한 유격수 수비들이 여럿 있었는데, 그 중에서 리주토가 최고였다. 처음에는 루 부드로를 갖고 싶었으나 시간이 흐를 수록, 시즌을 거듭할수록 리주토는 군계일학이었다."
당시 스포츠 기자 댄 대니얼(Dan Daniel)은 리주토가 명예의 전당에 곧 뽑힐 것으로 전망했으나, 35년 동안 이뤄지지 않다가 1994년 베테랑 위원회에 의해 레오 듀로셔(Leo Durocher)와 함께 비로소 명예의 전당에 입성할 수 있었다. 리주토와 엇비슷한 업적의 유격수로 여겨졌던 피 위 리스가 1984년에 베테랑 위원회에 의해 명예의 전당에 입성하게 되자, 리주토도 같이 들어가야 한다는 여론이 들끓기 시작했는데, 특히 오랜 동안 그가 명예의 전당에 들어가지 않는 것에 대해 불만을 가진 양키스 팬들의 지속적인 캠페인이 큰 힘이 되었고, 테드 윌리엄스처럼 리주토와 같은 시대에 뛰었던 동년배들이 그가 후보가 되도록 추천하는데 힘썼다.
리주토는 명예의 전당 입성에 대해 겸손하게 "나는 내가 명예의 전당에 들어갈 만한 선수라고 생각해본 적이 없다. 명예의 전당은 100마일의 빠른 공을 던지거나 많은 홈런을 치는 대단한 선수들이나 들어가는 곳이라고 생각해왔다. 그게 여태까지 명예의 전당에 들어간 선수들의 모습이었고, 또 그래야만 한다고 생각해왔다"라고 말했다.
1999년 마이너리그의 스테이튼 아일랜드 양키스(Staten Island Yankees)는 그들의 마스코트를 "Scooter the Holy Cow"로 지었다.
2009년 뉴저지 명예의 전당에 선출되었다.

## 사망
2005년 쿠퍼스 타운에 해마다 있는 행사와 뉴욕 양키스의 올드 타이머스 데이에도 나타나지 않자 그의 건강에 대해 사람들은 걱정하기 시작했다. 그 전부터 그의 건강은 점차 나빠지고 있는 상태였으며 나중에는 뉴저지의 웨스트 오렌지의 양로원에 머물게 되었다. 그러다 2007년 8월 13일, 양키스에서 마지막 게임을 치른 지 51년째 되기 3일 전에 영면했다.

## 수상 경력
- 아메리칸 리그 MVP 1회 (1950년)[11]
- 베이브 루스 어워드 1회 (1951년)
- 올스타 출전 5회 (1942년, 1950년 ~ 1953년)